# 武内裕之That's On Time
武内裕之That's On Time（たけうちひろゆき ザッツ・オン・タイム）は、KBCラジオで放送されていた平日朝の情報生ワイド生番組である。2010年10月4日放送開始。
メインパーソナリティは武内裕之（KBCアナウンサー）。
11年半にわたって放送されてきた中村基樹をメインパーソナリティに据えた『中村もときの通勤ラジオ』終了後に始まった番組。
2014年3月28日に番組は終了。

## 放送時間
- 月～金　6:30 - 9:00

## 出演
- メインパーソナリティ：武内裕之（月～金）
- アシスタント（月・火）：奥田智子（KBCアナウンサー）
- アシスタント（水～金）：原田和恵

過去の出演者
| 期間      | 期間      | メインパーソナリティ | アシスタント | アシスタント | アシスタント |
| 期間      | 期間      | メインパーソナリティ | 月・火       | 水           | 木・金       |
| --------- | --------- | -------------------- | ------------ | ------------ | ------------ |
| 2010.10.4 | 2011.4.1  | 武内裕之             | 長崎真友子   | 加納有沙     | 加納有沙     |
| 2011.4.4  | 2012.3.30 | 武内裕之             | 加納有沙     | 加納有沙     | 小柳有紀     |
| 2012.4.2  | 2013.3.29 | 武内裕之             | 加納有沙     | 加納有沙     | 奥田智子     |
| 2013.4.1  | 2014.3.28 | 武内裕之             | 奥田智子     | 原田和恵     | 原田和恵     |

## コーナー
- 6:30　オープニング
- 6:35　朝1ニュース
- 6:45　朝1スポーツ
- 6:55　KBC朝日新聞ニュース／天気予報
- 7:00　ニュースThat's
- 7:10　That's フォーカス

ニッポン放送では「やじうまニュースネットワーク」に相当する枠。KBCの場合はCMのみをネット受けした自社制作「企画ネット番組」で、世の中のニュースや情勢を斬り込んでいく。このような形態は、静岡・愛知・大阪・広島でもとられる。
コメンテーター
（月）山口一臣＜ジャーナリスト、元週刊朝日編集長＞
（火）二木啓孝＜ジャーナリスト＞
（水）須田慎一郎＜経済ジャーナリスト＞・・・KBCも加盟するNRN系列のキー局である、ニッポン放送「高嶋ひでたけのあさラジ!（木曜）」（「やじうまニュースネットワーク」を含む）のコメンテーターでもある。
（木）江川紹子＜ジャーナリスト＞・・・KBCも加盟するNRN系列のキー局である、文化放送「吉田照美 ソコダイジナトコ（金曜）」のコメンテーターでもある。
（金）週替わり＜地元の著名人による週替わり出演＞
- 7:25　今朝の三枚おろし

文化放送などでは「武田鉄矢・今朝の三枚おろし」を放送しているが、KBCではCMのみネットして、独自の内容で放送している。
- 7:35　KBC交通情報
- 7:37　That's ズームアップ
- 7:50　島田洋七の朝から言わせろ!!
- 7:55　KBC朝日新聞ニュース／天気予報
- 8:00　ニュースThat's
- 8:03　KBC交通情報
- 8:05　That's ヴィジョン

コメンテーター
（月）青島健太＜スポーツジャーナリスト＞
（火）週替わり
（水）前田幸長＜KBC野球解説者＞
（木）魚柄仁之助＜食文化評論家＞
（金）週替わり
- 8:15　That's スポーツ
- 8:24　SUZUKIハッピーモーニング・鈴木杏樹のいってらっしゃい

ニッポン放送制作番組
- 8:29　KBC交通情報
- 8:33  Newsフラッシュ
- 8:36　That's エンターテインメント

武内アナが5日に渡って1人の人間に迫るインタビューコーナー。
- 8:45　That's Good Music♪〜今朝の1曲（月～水）／いきいき健康スタイル（木・金）
- 8:50　KBC朝日新聞ニュース／天気予報

## リンク
- 武内裕之That's On Time

| KBCラジオ 平日朝の生ワイド枠 | KBCラジオ 平日朝の生ワイド枠                             | KBCラジオ 平日朝の生ワイド枠 |
| 前番組                       | 番組名                                                   | 次番組                       |
| ---------------------------- | -------------------------------------------------------- | ---------------------------- |
| 中村もときの通勤ラジオ       | 武内裕之That's On Time （2010年10月4日 - 2014年3月28日） | Morning Wave                 |